# Younes Namli
Younes Namli, né le 20 juillet 1994 à Copenhague au Danemark, est un footballeur dano-marocain jouant au Havre AC.

## Biographie

### Carrière en club

#### Débuts et formation à l'Akademisk
Younes Namli naît à Copenhague dans une famille marocaine nombreuse (trois garçons et une fille). Se considérant comme un grand fan des anciennes stars du football Zinédine Zidane et Ronaldinho, il grandit dans sa ville natale et se lance dans une carrière footballistique en faisant ses débuts dans le club amateur du Skovlunde IF. Il fait un passage au Brøndby IF en 2007 avant de retourner dans son club de base. En 2010, il est transféré dans son club formateur, l'Akademisk BC.
Il fait ses débuts professionnels le 28 juillet 2013 au sein du club de l'Akademisk face à l'AC Horsens à l'occasion un match de championnat. Le 12 avril 2014, il inscrit son premier but dans un match à l'extérieur face au Hobro IK. Lors de sa première saison dans le championnat danois, il inscrit deux buts en trente match de championnat. Lors de sa deuxième saison professionnelle, le joueur se lâche et se révèle dans le championnat danois en inscrivant sept buts en dix-sept matchs de championnat en début de saison 2014-15. Le joueur sera pisté par plusieurs clubs dont le Betis Séville, le KV Oostende et le SC Heerenveen.

#### SC Heerenveen
Le 2 janvier 2015, il décide de trancher en faveur des Néerlandais au sein du club du SC Heerenveen. Il signe un contrat jusqu'en mi-2017. Voyant son futur aux Pays-Bas plutôt qu'au Danemark, il décide de s'installer avec sa famille à Amsterdam, tout en continuant des études de langues à la haute-école. Il fait ses débuts avec le SC Heerenveen le 24 janvier 2015 lors d'un match à domicile face au Vitesse Arnhem (victoire, 4-1). Lors de ce match, il entre à la 87ème minute en remplaçant Luciano Slagveer.
Avec le SC Heerenveen, le joueur joue la majorité des matchs dans la position de latéral gauche.

#### PEC Zwolle
Le 8 juin 2017, alors que son contrat avec le SC Heerenveen prend fin, il est recruté par le PEC Zwolle pour une durée de trois saisons.

#### FK Krasnodar
Après deux ans au club, il s'engage en mai 2019 avec le club russe du FK Krasnodar dans le cadre d'un contrat de quatre années.

#### Prêt en MLS
Le 15 janvier 2020, il rejoint les Rapids du Colorado en Major League Soccer dans le cadre d'un prêt de deux saisons avec une option d'achat.

#### Le Havre Athletic Club
Le 6 août 2025, il signe un contrat d'une saison avec Le Havre en Ligue 1.

### En sélection

#### Danemark espoirs
Le 27 mars 2015, il participe à un match amical avec le Danemark espoirs face à la Turquie espoirs à Istanbul (défaite, 0-2).

#### Entre le Danemark et le Maroc
En janvier 2018, il est interviewé par le PEC Zwolle concernant son choix de sélection. Il déclare: « Mon rêve et le rêve de chaque footballeur est de disputer une Coupe du monde. Je fais de mon mieux en club afin de satisfaire en espérant qu'un sélectionneur se penche vers moi. Actuellement, j'attends qu'une sélection entre le Maroc et le Danemark s'intéresse à moi afin que je tranche très vite dans une carrière internationale définitive ».